# Led Zeppelin
Led Zeppelin foi uma banda britânica de rock formada em Londres, em 1968. É frequentemente reconhecida como uma das fundadoras do heavy metal, junto das bandas britânicas Black Sabbath e Deep Purple.  
Graças a seu som pesado e violento de guitarra, enraizado no blues e música psicodélica de seus dois primeiros álbuns, fez a banda ganhar aclamação da crítica e do público, além de serem um dos responsáveis por criarem/popularizarem o heavy metal. Seu estilo foi inspirado em uma grande variedade de influências, incluindo a música folk, psicodélica e o blues.   
Consistia no guitarrista Jimmy Page, no vocalista Robert Plant, no baixista e tecladista John Paul Jones e no baterista John Bonham, sendo amplamente considerado como um dos melhores bateristas do mundo até os dias atuais.    
Depois de mudar seu antigo nome de New Yardbirds, o Led Zeppelin assinou um contrato favorável com a Atlantic Records, que lhes ofereceu uma considerável liberdade artística. O grupo não gostava de lançar suas canções como singles, pois viam os seus álbuns como indivisíveis e completas experiências de escuta. Embora inicialmente impopular com os críticos, o grupo conseguiu um impacto comercial significativo nas vendas com Led Zeppelin (1969), Led Zeppelin II (1969), Led Zeppelin III (1970), o quarto álbum sem título (1971), Houses of the Holy (1973), e Physical Graffiti (1975). O quarto álbum, com a música "Stairway to Heaven", está entre as obras mais populares e influentes do rock e ajudou a consolidar a popularidade do grupo.
Álbuns posteriores da banda visaram uma experimentação maior e foram acompanhados por extensos recordes e concertos que renderam à banda uma reputação pelos seus excessos e sua devassidão. Apesar de terem permanecido bem-sucedidos comercial e criticamente, a sua produção e agenda de shows foram limitadas no final da década de 1970, e o grupo se desfez após a morte repentina de Bonzo (apelido de John Bonham), em 1980. Desde então, os membros remanescentes esporadicamente colaboraram e participaram em raras reuniões juntos. A mais bem-sucedida delas foi em 2007 no Ahmet Ertegun Tribute Concert, em Londres, com Jason Bonham no lugar de seu pai.
Led Zeppelin é amplamente considerado como um dos grupos de rock mais bem sucedidos, inovadores e influentes da história, sendo até hoje um dos artistas mais vendidos de todos os tempos. É uma das bandas que mais vendeu discos na história da música, com várias fontes estimando recordes de vendas do grupo entre 200 a 300 milhões de unidades em todo o mundo. Com 111,5 milhões de unidades certificadas pela Associação da Indústria de Gravação da América, é a segunda banda de maior recorde de vendas de discos nos Estados Unidos. Cada um de seus nove álbuns de estúdio apareceram no Billboard Top 10 e, seis deles, atingiram a primeira posição. O músico Dave Grohl os descreveu como "a maior banda de rock and roll de todos os tempos", "a maior banda dos anos 70" e a revista Rolling Stone como o 14º maior artista da música. É uma das bandas mais contrabandeadas da história da música, com diversas gravações ilegais notáveis que indiretamente fizeram parte de sua discografia. Foram introduzidos no Rock and Roll Hall of Fame em 1995. Sua biografia no museu cita que a banda era "tão influente" na década de 1970 quanto os Beatles foram na década anterior.

## História

### Formação

Logotipo da banda em 1973.

Em 1966, o então guitarrista de estúdios de Londres Jimmy Page juntou-se à banda de rock influenciada pelo blues The Yardbirds para substituir o baixista Paul Samwell-Smith. Page logo trocou o baixo pela guitarra, criando uma dupla de arranjos com Jeff Beck. Após a saída de Beck em outubro do mesmo ano, os Yardbirds estavam cansados de tantas turnês e gravações, o grupo estava em declínio. Page queria formar um novo supergrupo com ele e Beck nas guitarras, e Keith Moon e John Entwistle do The Who na bateria e baixo. Os vocalistas Steve Winwood e Steve Marriott também foram considerados para o projeto. O grupo nunca foi formado, embora Page, Beck e Moon tenham gravado uma música juntos em 1966, "Beck's Bolero", em uma sessão que também contou com o baixista e tecladista John Paul Jones.
Os Yardbirds fizeram seu último concerto em 7 de julho de 1968 na Luton College of Technology, em Bedfordshire. Eles ainda estavam empenhados em fazer diversos concertos na Escandinávia, então o baterista Jim McCarty e o vocalista Keith Relf autorizaram Page e o baixista Chris Dreja a usar o nome "The Yardbirds" para cumprir as obrigações da banda. Ambos começaram a tocar guitarra juntos. A primeira escolha de Page para um vocalista era Terry Reid, mas ele recusou a oferta e sugeriu Robert Plant, um jovem cantor de Stourbridge que estava no Band of Joy e no Hobbstweedle. Plant finalmente aceitou a oferta, recomendando o baterista do Band of Joy, John Bonham. Quando Dreja abandonou o projeto para se tornar um fotógrafo, John Paul Jones, por sugestão de sua esposa, ligou para Page e eles falaram sobre o cargo vago. Tendo conhecido Jones em seus dias de estúdio, Page concordou em deixar que ele se juntasse como o membro final.

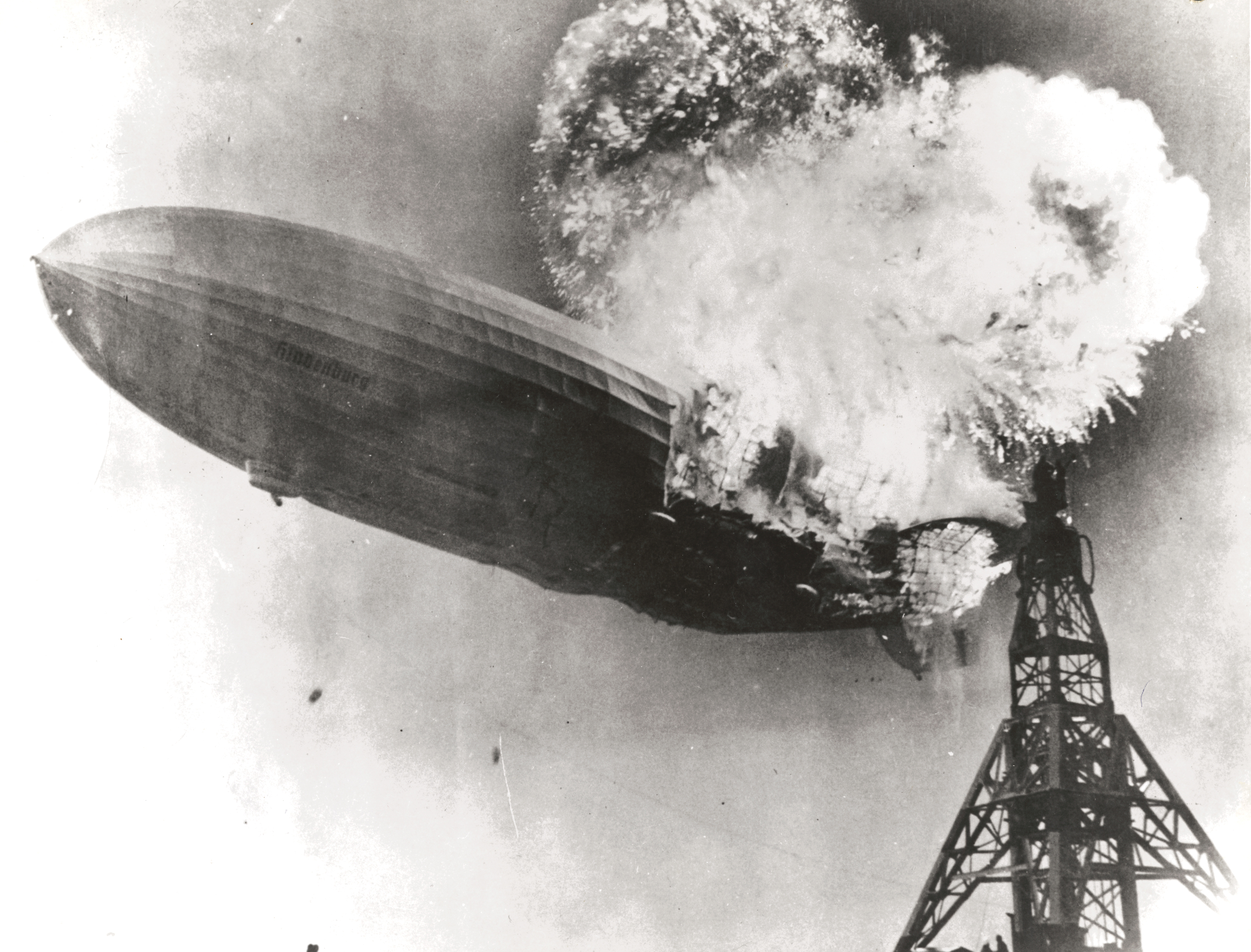
A capa do álbum Led Zeppelin mostra o dirigível Hindenburg após incêndio.

Os quatro tocaram juntos pela primeira vez em uma sala abaixo de uma loja de discos na Gerrard Street, em Londres. Page sugeriu que eles tentassem "Train Kept A-Rollin'", originalmente uma canção jump blues popularizada numa versão rockabilly por Johnny Burnette, que tinha sido regravada pelo The Yardbirds. "Assim que eu ouvi John Bonham tocar", lembrou Jones, "Eu sabia que ele seria perfeito ... Nós nos juntamos como uma equipe imediatamente". Antes de sair para a Escandinávia o grupo participou de uma sessão de gravação para o álbum Three Week Hero, de P.J. Proby. A faixa "Jim's Blues", — que seria lançada em 1969 —, com Plant na gaita, foi a primeira faixa de estúdio a apresentar todos os quatro membros do futuro Led Zeppelin.
A banda completou uma turnê pela Escandinávia como The New Yardbirds, tocando juntos pela primeira vez na frente de uma plateia ao vivo no Teen Clubs em Gladsaxe, Dinamarca, em 7 de setembro de 1968. Mais tarde, naquele mês, eles começaram a gravar seu primeiro álbum, que tinha como base seus concertos ao vivo. Foi gravado e mixado em nove dias, e Page cobriu os custos. Após a conclusão do disco, a banda foi forçada a mudar seu nome após Dreja emitir uma carta de anulação, afirmando a Page que foi permitido apenas o uso do apelido de New Yardbirds para os concertos escandinavos. Um relato de como o nome da nova banda foi escolhida considerou que Moon e Entwistle tinham sugerido que o supergrupo com Page e Beck cairia como um "balão de chumbo" (lead balloon), uma expressão para resultados desastrosos. O grupo removeu o "a" em lead por sugestão de seu empresário, Peter Grant, de modo que aqueles não familiarizados com o termo não pronunciassem "leed". A palavra "balão" foi transformada em "zeppelin", uma palavra que, de acordo com o jornalista musical Keith Shadwick, trouxe "a combinação perfeita de pesado e leve, combustibilidade e graça" na mente do guitarrista.
Grant garantiu um adiantamento de 75 mil libras, cerca de 143 mil dólares, da Atlantic Records em novembro de 1968. Na época este foi um dos maiores negócios para uma banda em início de carreira. A Atlantic era uma gravadora composta principalmente por artistas de blues, soul e jazz, mas na década de 1960 começou a se interessar por bandas britânicas de rock progressivo. A maioria dos executivos de gravadoras investiram no Led Zeppelin sem nunca tê-los visto e eles foram recomendados pela cantora Dusty Springfield. Sob os termos do seu contrato, a banda teve autonomia para decidir quando eles iriam lançar álbuns e realizar turnês e tinha também a palavra final sobre o conteúdo e a capa de cada álbum. Eles também poderiam decidir como lançar e promover cada versão de suas músicas e se as liberariam como singles. Formaram a sua própria empresa, Superhype, para lidar com todos os direitos de edição.

### Primeiros anos: 1968-70
A banda começou sua primeira turnê pelo Reino Unido em 4 de outubro de 1968. Fizeram seu último show como New Yardbirds na Universidade de Liverpool, em 19 de outubro, e sua primeira apresentação oficial como Led Zeppelin seis noites depois, na Universidade de Surrey, em Guildford. O empresário da turnê, Richard Cole, que se tornou uma figura importante nos concertos do grupo, organizou sua primeira turnê norte-americana no final do ano. Ainda em outubro, eles se reuniram no Olympic Studios em Londres para gravar seu futuro álbum de estreia. Seu primeiro show na América do Norte foi em Denver, em 26 de dezembro, seguido por outras datas na Costa Oeste antes da banda viajar para Califórnia para tocar em Los Angeles e São Francisco. Seu primeiro álbum, Led Zeppelin, foi lançado nos Estados Unidos durante a turnê no dia 12 de janeiro de 1969, alcançando a 10ª posição na Billboard; foi lançado no Reino Unido, onde alcançou a posição de número 6, em 31 de março. De acordo com Steve Erlewine, os memoráveis riffs de guitarra, ritmos desajeitados, blues psicodélico, moda, a mistura de jazz e as notas de música folk inglesa vindas do álbum, trouxeram "uma importante virada na evolução do hard rock e do heavy metal." Devido um contrato com a CBS Records, Plant não recebeu crédito por suas contribuições nas composições.

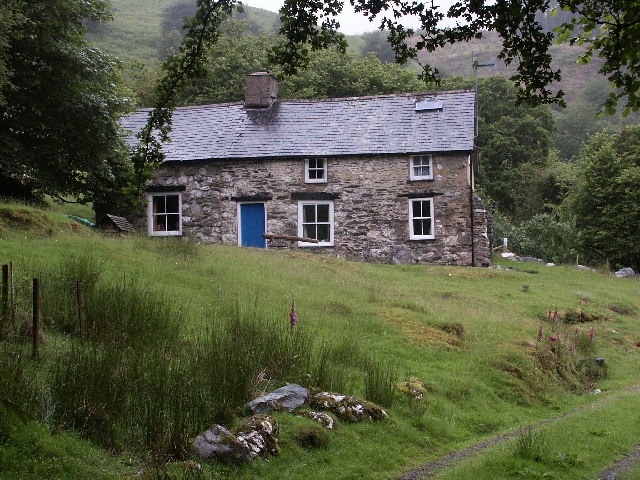
Bron-Yr-Aur, a casa galesa onde Page e Plant se retiraram em 1970, para escrever muitas das faixas que apareciam no terceiro e quarto álbum da banda.

Em seu primeiro ano, o Led Zeppelin completou quatro turnês de concertos nos Estados Unidos e no Reino Unido, e também lançou seu segundo álbum, Led Zeppelin II. Gravado quase inteiramente na estrada em vários estúdios norte-americanos, teve sucesso comercial ainda maior do que seu disco antecessor, e alcançou a posição de número um nos Estados Unidos e Reino Unido. O álbum desenvolveu, principalmente, mais o estilo musical do blues rock criado em seu disco de estreia, criando uma obra com um som direto que era "pesado e duro, brutal e direto", e que seria muito influente e muitas vezes imitado. Steve Waksman sugeriu que Led Zeppelin II foi "o ponto de partida para o heavy metal".
A banda via seus álbuns como indivisíveis, completas experiências de escuta, não gostavam da reedição de suas trilhas existentes para o lançamento de singles. Grant manteve uma posição pró-agressiva com os álbuns, particularmente no Reino Unido, onde havia poucas rádios e emissoras de televisão para grupos de rock. Sem o consentimento da banda, no entanto, algumas músicas foram reeditadas como singles, especialmente nos Estados Unidos. Em 1969, uma versão editada de "Whole Lotta Love", uma faixa de seu segundo álbum, foi lançadas como single nos Estados Unidos. Alcançou a quarta posição na parada da Billboard em dezembro, vendendo mais de um milhão de cópias e ajudando a cimentar a popularidade da banda. O grupo também cada vez mais evitava aparições na televisão, citando a preferência de que seus fãs os ouvissem e assistissem seus concertos ao vivo.
Após o lançamento do segundo disco, Led Zeppelin completou mais algumas turnês pelos Estados Unidos. Eles tocaram inicialmente em clubes e salões de baile e, em seguida, em auditórios maiores, à medida que crescia sua popularidade. Alguns dos primeiros concertos duravam mais de quatro horas, com versões ao vivo improvisadas e ampliadas de seu repertório. Muitos desses shows foram preservados como gravações não autorizadas. Foi durante este intenso período de turnês de concertos que a banda desenvolveu uma reputação de excessos fora do palco. Um exemplo de extravagância da banda foi o "episódio do tubarão" no Edgewater Inn, em Seattle, 28 de julho de 1969; os membros do Led Zeppelin inseriram um pequeno peixe, ou pedaços de um tubarão, na vagina e reto de uma groupie amarada em seu quarto enquanto a filmavam.
Em 1970, Page e Plant se retiraram para Bron-Yr-Aur, uma casa remota no País de Gales, para começar a trabalhar em seu terceiro álbum, Led Zeppelin III. Foi uma virada decisiva do heavy metal direto para uma música mais leve. O resultado foi um estilo mais acústico fortemente influenciado pela música folk, celta, o country e sons de rock suave da Costa Oeste. O álbum inicialmente recebeu reações mistas, com os críticos e fãs surpresos com a mudança principalmente elétrica dos arranjos dos dois primeiros álbuns. Alcançou o número um no Reino Unido e nas paradas dos Estados Unidos, onde venderia seis milhões de cópias, mas sua permanência nos gráficos seria a menor de seus cinco primeiros álbuns. A faixa de abertura do álbum, "Immigrant Song", foi lançado como um single nos Estados Unidos em novembro de 1970, contra a vontade da banda, e ficou entre as vinte melhores canções nos gráficos da Billboard.

### "Maior banda do mundo": 1971-75
Na década de 1970, o Led Zeppelin atingiu novos patamares de sucesso comercial e de crítica de um dos grupos mais influentes da época, superando suas conquistas anteriores. A imagem da banda também mudou quando os membros começaram a usar elaboradas roupas extravagantes. O quarteto começou a viajar em um avião a jato privado, um Boeing 720 (apelidado de Starship), alugar seções inteiras de hotéis (incluindo a Continental Hyatt House, em Los Angeles, conhecido popularmente como o "Riot House"), e tornou-se o assunto frequente de repetidas histórias de devassidão. Uma dessas histórias envolveu John Bonham dirigindo uma motocicleta num piso alugado do Riot House, enquanto a outra envolvia a destruição de um quarto no Hilton de Tóquio, levando o grupo a ser banido do estabelecimento para a resto da vida. Embora os músicos desenvolveram uma reputação de destruidores de suas suítes de hotel e a fama de jogar aparelhos de televisão para fora das janelas, alguns sugerem que estes relatos têm sido exagerados. O jornalista musical Chris Welch argumenta que "as viagens [do Led Zeppelin] geraram muitas histórias, mas era um mito de que [eles] estavam constantemente envolvidos em atos de destruição arbitrária e comportamentos lascivos".

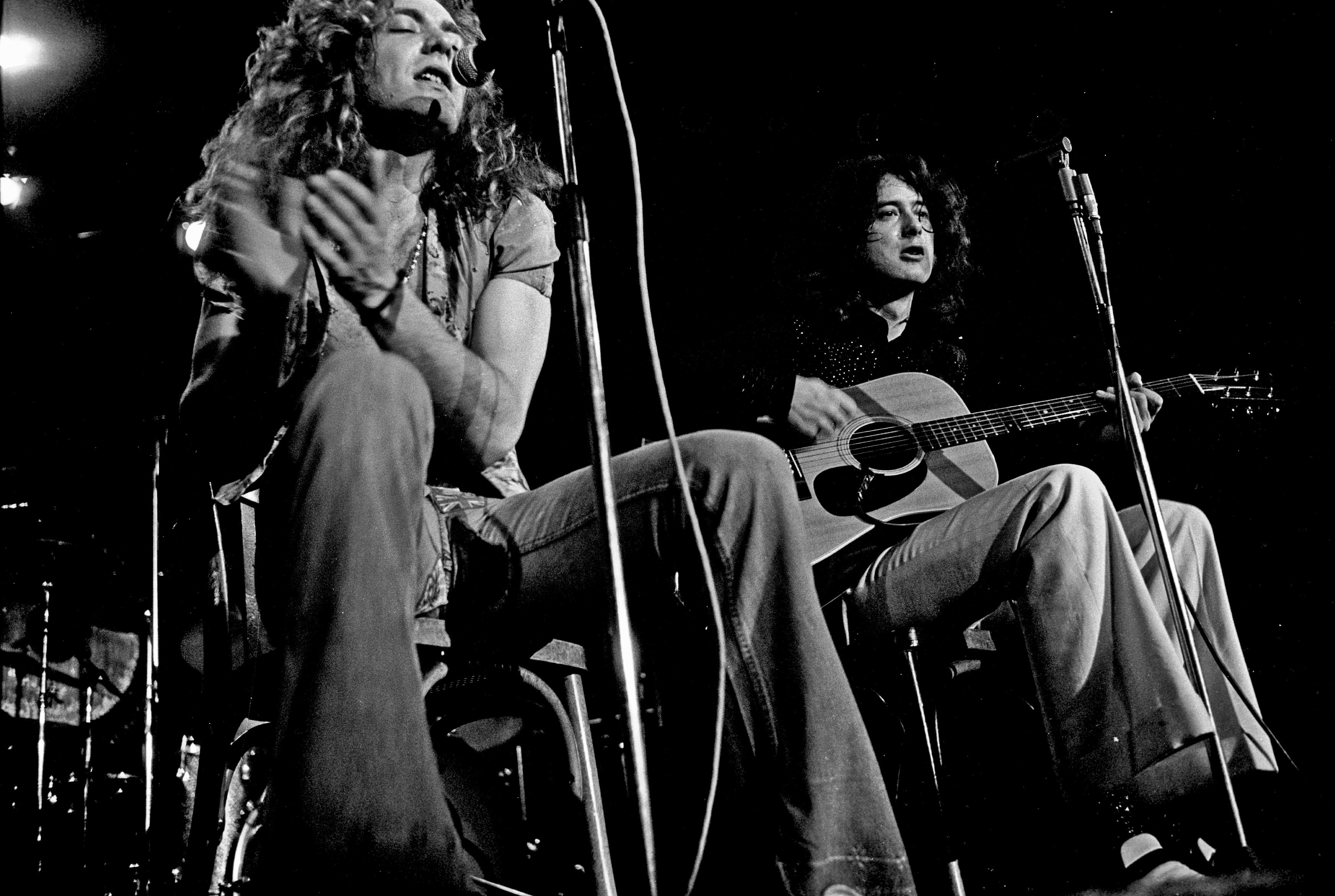
Plant e Page em concerto em Hamburgo, Alemanha em março de 1973 pouco antes do lançamento do quinto álbum do Led Zeppelin, Houses of the Holy.

A banda lançou seu quarto álbum no dia 8 de novembro de 1971. Em resposta ao tratamento que os membros do grupo receberam dos críticos, especialmente depois do terceiro disco, a banda decidiu lançar o quarto álbum sem um título, embora seja diferentemente conhecido como Led Zeppelin IV, "sem título", "IV", ou, devido os quatro símbolos que aparecem na etiqueta, como Four Symbols, ZoSo ou "runas". Além da falta de um título, a capa original sequer possuía o nome da banda, como o grupo desejava ser anônimo e evitar a fácil caracterização pela imprensa. A faixa "Stairway to Heaven", nunca lançada como um single, é às vezes citada como a canção mais pedida e mais tocada de rock orientado a álbum (AOR) das rádios FM. Com 37 milhões de cópias vendidas, Led Zeppelin IV é um dos álbuns mais vendidos da história, e sua enorme popularidade cimentou o status do grupo como superstars na década de 1970. Por volta de 2006, tinha vendido 23 milhões de cópias nos Estados Unidos. O grupo acompanhou o lançamento do álbum com apresentações realizadas no Reino Unido, Austrália, América do Norte, Japão e Reino Unido novamente do final 1971 e início de 1973.
Houses of the Holy, o álbum de estúdio seguinte, foi lançado em 28 de março de 1973. Ele apresentava novas experiências da banda, que aumentou o uso de sintetizadores e orquestração com mellotron. A capa predominantemente laranja foi projetada pelo grupo de designers Hipgnosis, de Londres, e retrata imagens de crianças nuas subindo a Calçada dos Gigantes na Irlanda do Norte. Embora as crianças não são mostradas de frente, a capa foi controversa na época do lançamento. Tal como acontecera com o quarto disco, nem o seu nome e nem o título do álbum foi impresso na capa. Na época de lançamento, Houses of the Holy teve uma recepção mista pela crítica e pelos fãs; apesar dos elogios à diversidade musical, para muitos foi uma decepção comparado aos feitos de seu antecessor. O álbum foi, no entanto, bem sucedido comercialmente nos Estados Unidos, vendendo três milhões de cópias.  No Tampa Stadium, Flórida, eles tocaram para 56 800 fãs, quebrando o recorde do concerto dos Beatles em 1965, no concerto do Shea Stadium e arrecadando 309 mil dólares. Três shows com ingressos esgotados no Madison Square Garden, Nova Iorque, foram gravados para um filme, mas a versão teatral do projeto (o filme The Song Remains the Same) foi adiado para 1976. Antes de sua apresentação final, 180 mil dólares em dinheiro das receitas das bilheteiras foi roubado de um cofre no Drake Hotel.

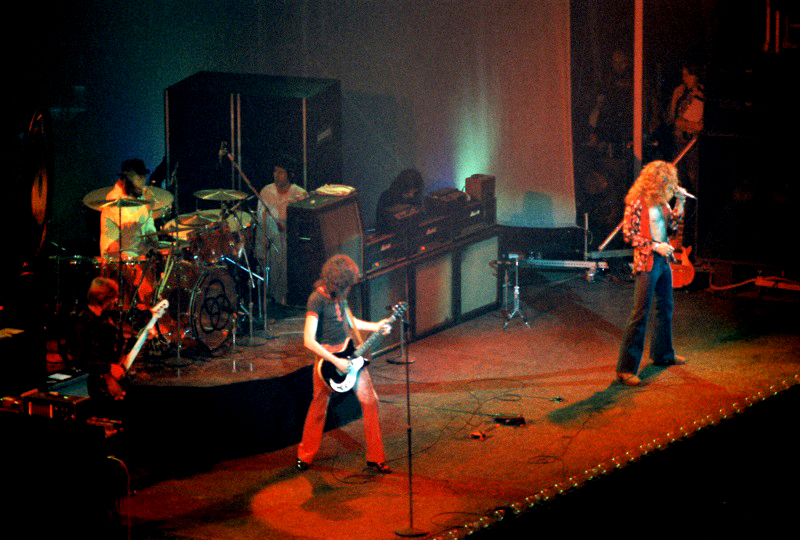
Led Zeppelin se apresentar no Chicago Stadium em janeiro de 1975, poucas semanas antes do lançamento de Physical Graffiti.

Em 1974, o grupo fez uma pausa em suas turnês e lançou sua própria gravadora, a Swan Song, em homenagem a uma música inédita. O logotipo da gravadora, inspirado num desenho chamado Evening: Fall of Day (1869) de William Rimmer, apresenta uma imagem de Apolo. O logotipo pode ser encontrado nas recordações do Led Zeppelin, principalmente em camisetas. Além de usar Swan Song como um veículo para promover os seus próprios álbuns, a banda expandiu a lista da gravadora, assinando com artistas como Bad Company, os Pretty Things e Maggie Bell. O rótulo foi bem sucedido até a existência do Led Zeppelin, mas durou menos de três anos depois de separação.
Em 1975, o álbum duplo Physical Graffiti foi o primeiro lançamento do selo Swan Song. Era composto por quinze canções, das quais oito foram gravadas em Headley Grange, em 1974, e sete tinham sido gravadas anteriormente. Uma revisão na revista Rolling Stone se referia a Physical Graffiti como uma "aposta pela respeitabilidade artística" do grupo, acrescentando que as únicas bandas que podiam competir com o Led Zeppelin no título de "Melhor Banda de Rock do Mundo" eram os Rolling Stones e o The Who. O álbum foi um enorme sucesso comercial e de crítica. Pouco depois do lançamento de Physical Graffiti, todos os discos anteriores do Led Zeppelin simultaneamente reentraram na parada dos 200 melhores álbuns, a banda embarcou numa turnê norte-americana, agora empregando sistemas de iluminação e de som sofisticado. Em maio de 1975, eles tocaram cinco noites com ingressos esgotados no Earls Court Arena, em Londres, na época em que era a maior casa de shows na Grã-Bretanha.

### Hiatos de turnês e o retorno: 1975-77
Na sequência de sua apresentação na Earls Court, o Led Zeppelin teve uma folga e planejou uma turnê de outono nos Estados Unidos, programada para abrir com duas datas ao ar livre em São Francisco. Em agosto de 1975, no entanto, Plant e sua esposa Maureen foram envolvidos em um sério acidente de carro durante as férias em Rodes, na Grécia. Plant sofreu uma lesão no tornozelo e Maureen foi gravemente ferida; uma transfusão de sangue salvou sua vida. Incapaz de participar da turnê, ele foi para as Ilhas do Canal, em Jersey, onde passou os meses de agosto e setembro se recuperando, com Bonham e Page no reboque. A banda se reuniu novamente em Malibu, Califórnia. Durante este forçado hiato muito do material para o seu álbum seguinte, Presence, foi escrito.

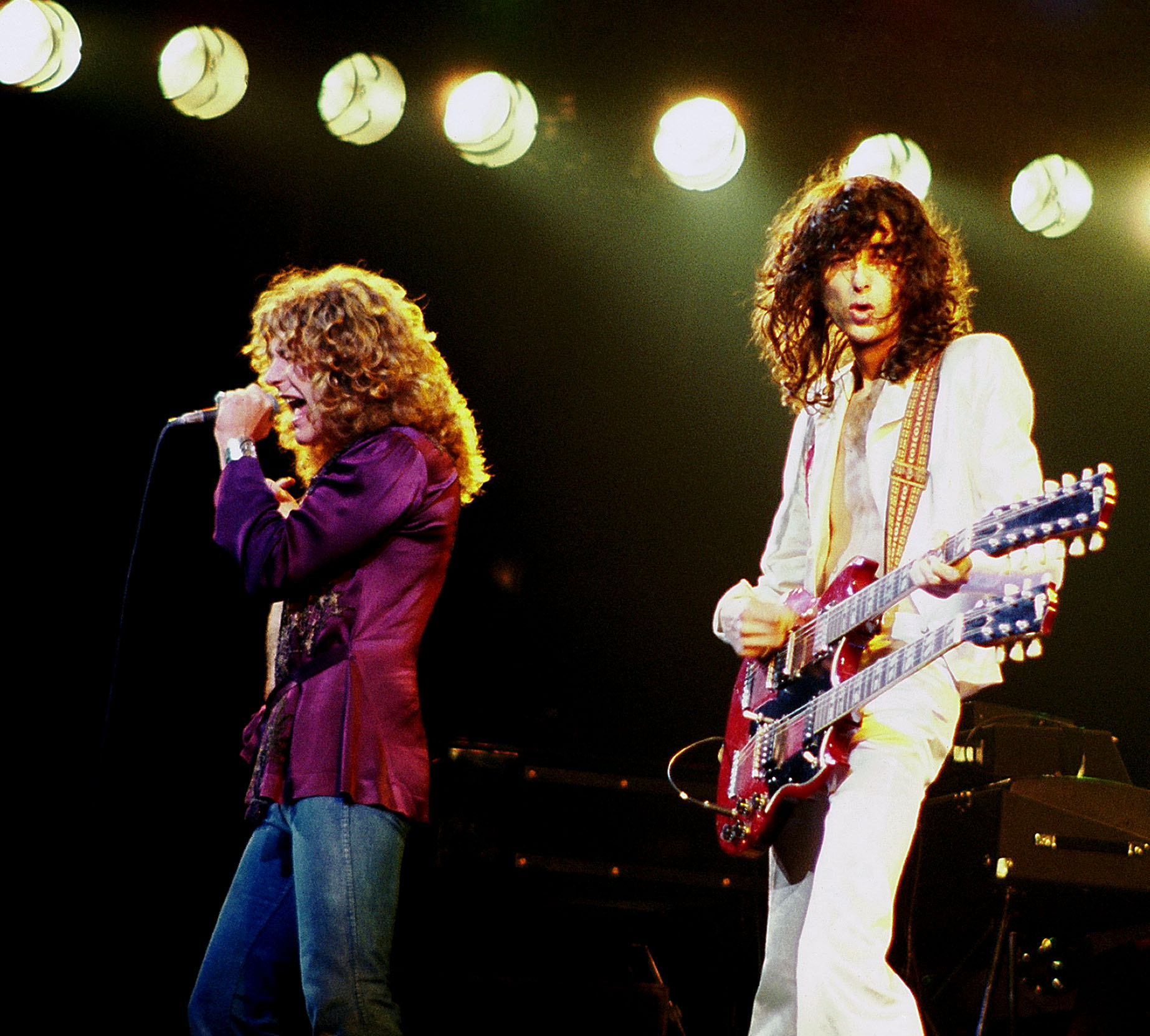
Jimmy Page e Robert Plant, em uma turnê na cidade de Chicago, nos Estados Unidos em 1977.

A essa altura, o Led Zeppelin era a atração de rock número um do mundo, tendo superado a maioria das bandas da época, incluindo os Rolling Stones. Presence, lançado em março de 1976, marcou uma mudança no som do grupo para mais simples, composto à base de violão, a partir das baladas acústicas e complicados arranjos destacados em seus álbuns anteriores. Apesar de ter vencido o disco de platina, Presence recebeu uma reação mista entre os fãs e a imprensa musical, com alguns críticos sugerindo que os excessos da banda poderiam ter acabado juntamente com eles. Page tinha começado a usar heroína durante as sessões de gravação para o álbum, um hábito que pode ter afetado os futuros concertos ao vivo e as gravações de estúdio da banda, embora isso tenha sido negado pelo próprio guitarrista.
Por causa dos ferimentos de Plant, o quarteto não realizou concertos em 1976. Em vez disso, completaram o filme-concerto The Song Remains the Same e a trilha sonora que o acompanha. O filme estreou em Nova Iorque em 20 de outubro de 1976, mas teve uma recepção morna dos fãs e da crítica. O filme foi particularmente mal sucedido no Reino Unido, onde, indispostos a fazer uma turnê desde 1975 por causa de seu estado de exílio imposto, a banda enfrentou uma difícil batalha para reconquistar a afeição do público.

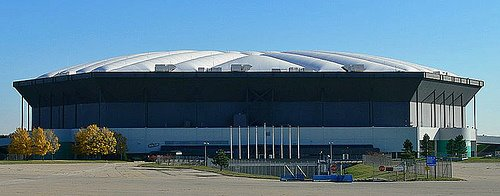
Pontiac Silverdome, em Michigan, onde a banda estabeleceu um recorde de maior público em 1977, com pessoas.

Em 1977, o Led Zeppelin embarcou em outra grande turnê na América do Norte. A banda estabeleceu um novo recorde de público, com 76 229 espectadores em seu concerto no Pontiac Silverdome, em 30 de abril. Tratava-se, de acordo com o Guinness Book of Records, do maior comparecimento dessa data para uma única apresentação. Embora a turnê fosse financeiramente rentável, foi assolada por problemas fora do palco. Em 19 de abril, mais de cem pessoas foram presas como cerca de mil fãs enlouquecidos tentando entrar sem ingressos em dois concertos esgotados no Riverfront Coliseum, em Cincinnati, enquanto outros bloquearam a segurança e entraram na arena. Em um incidente surpreendentemente pouco relatado na época, um fã morreu tragicamente durante o segundo concerto em Cincinnati depois de cair acidentalmente do terceiro nível do local. Em 3 de junho, um concerto no Tampa Stadium foi interrompido por causa de uma tempestade severa. Uma revolta eclodiu e mais de quatro mil pessoas invadiram as barricadas exigindo assistir a apresentação, resultando em 19 prisões e 50 feridos.
Após o concerto de 23 de julho no Days on the Green, um festival no Oakland Coliseum, em Oakland, Califórnia, Bonham e os membros da equipe de apoio da banda foram presos depois de um membro da equipe do promotor Bill Graham ter sido espancado durante a performance da banda. No segundo concerto em Oakland no dia seguinte foi a última aparição ao vivo da banda nos Estados Unidos. Dois dias depois, quando a banda hospedava-se em um hotel em French Quarter para o seu desempenho em 30 de julho, no Louisiana Superdome, Plant recebeu a notícia de que seu filho Karac, de cinco anos de idade, tinha morrido de um vírus estomacal. O resto da turnê foi cancelada imediatamente, levando especulações sobre o futuro da banda.

### Morte de Bonham e o fim: 1978-1980

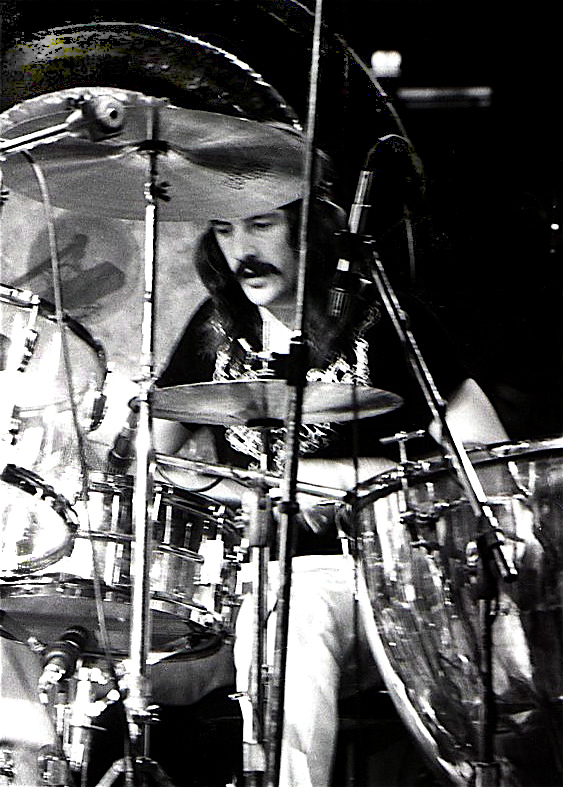
Após a morte de John Bonham (foto de 1975) em 25 de setembro de 1980, os membros remanescentes do Led Zeppelin decidiram dissolver o grupo.

Em novembro de 1978, o grupo gravou na Polar Studios em Estocolmo, na Suécia. O álbum resultante, In Through the Out Door, exibiu a experimentação sonora que novamente atraiu reações mistas dos críticos. No entanto, o disco alcançou o número um no Reino Unido e nos Estados Unidos em apenas uma semana. Com o lançamento deste álbum, o catálogo inteiro do Led Zeppelin voltou ao Billboard Top 200 nas semanas de 27 de outubro e 3 de novembro de 1979.
Em agosto de 1979, depois de dois shows de aquecimento em Copenhague, o Led Zeppelin anunciou dois concertos no Festival de Música de Knebworth. Era a primeira vez em quatro anos que a banda tocava ao vivo no Reino Unido. As apresentações de 4 e 11 de agosto tornaram-se um evento altamente antecipado, e dois meses antes da apresentação os bilhetes disponíveis esgotaram. Há estimativas extremamente imprecisas de quantas pessoas compareceram: 104 mil espectadores, de acordo com algumas fontes; mais de 400 mil, de acordo com outras. Uma breve e discreta turnê européia foi realizada no verão de 1980, tocando um locais pequenos na Alemanha, Países Baixos, Áustria, Bélgica e Suíça. Em 27 de junho, num show em Nuremberg, a apresentação veio a uma parada abrupta no meio da terceira música, quando Bonham teve um colapso no palco e foi levado às pressas para o hospital. A especulação na imprensa sugeriu que seu colapso tivesse sido o resultado de consumo excessivo de álcool e uso de drogas, mas a banda afirmou que ele simplesmente comeu demais.
Uma turnê norte-americana, a primeira da banda desde 1977, foi programada para começar em 17 de outubro de 1980. Em 24 de setembro, Bonham foi pego pelo assistente do Led Zeppelin, Rex King, para participar dos ensaios no Bray Studios. Durante a viagem Bonham pediu para parar para o café da manhã, onde ele bebeu quatro vodkas quádruplas (470 a 710 ml) com um pedaço de presunto. Depois de dar uma mordida no pedaço de presunto, ele disse ao seu assistente, "Café da manhã". Bonham continuou a beber muito quando chegou ao estúdio. Os ensaios foram interrompidos na tarde daquela noite, e a banda se retirou para a casa de Page — a Old Mill House em Clewer, Windsor. Depois da meia noite, Bonham, que havia caído no sono, foi levado para a cama. Às 13:45 da tarde do dia seguinte, Benji LeFevre (gerente da nova turnê do Led Zeppelin) e John Paul Jones encontraram Bonham morto. A causa da morte foi asfixia de vômito; uma autópsia não encontrou outras drogas em seu corpo. Bonham foi cremado em 10 de outubro de 1980, e suas cinzas foram enterradas na igreja paroquial de Rushock em Droitwich, Worcestershire. O veredito de morte acidental foi devolvido a um inquérito realizado em 27 de outubro.
A planejada turnê norte-americana foi cancelada, e apesar de rumores de que Cozy Powell, Carmine Appice, Barriemore Barlow, Simon Kirke ou Bev Bevan iriam se juntar ao grupo como seu substituto, os membros restantes decidiram se dissolver. Um comunicado de imprensa em 4 de dezembro 1980 declarou que, "Queremos que se saiba que a perda de nosso querido amigo, e do profundo sentimento de harmonia indivisível sentida por nós mesmos e nosso empresário, nos levaram a decidir que não poderíamos continuar como éramos", e foi simplesmente assinado "Led Zeppelin".

### Pós-fim

#### Década de 1980

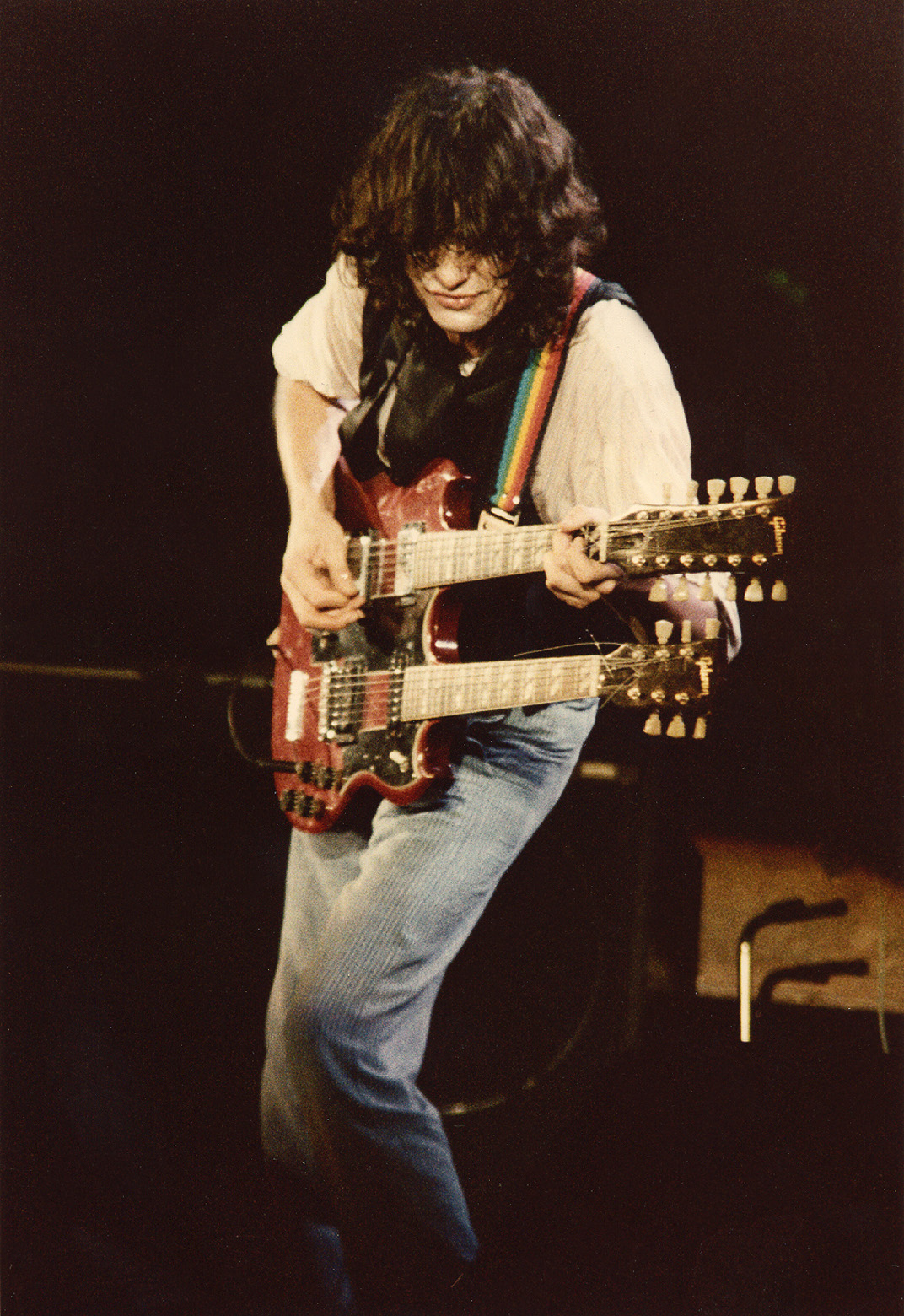
Page em concerto no Cow Palace, em Daly City, Califórnia, em 1983.

O primeiro projeto pós-Led Zeppelin dos membros remanescentes foi o The Honeydrippers, um grupo formado por Jimmy Page e Robert Plant, junto aos guitarristas Jeff Beck, Paul Shaffer e Nile Rodgers. Plant cantava na banda com um estilo diferente do Led Zeppelin, em um gênero mais R&B, com destaque para o cover de "Sea of Love", que alcançou a posição número três nas paradas da Billboard no início de 1985.
Dois anos após a morte de John Bonham foi lançado Coda, uma coleção de músicas não-editadas, inicialmente tocadas num concerto do grupo no Royal Albert Hall em 1970, cada sessão de Led Zeppelin III até Houses of the Holy, e três de In Through the Out Door. Contava ainda com um som instrumental de tambor de John Bonham, de 1976, chamado de "Bonzo's Montreux".
Em 13 de julho de 1985, o quarteto reuniu-se para o concerto Live Aid, no JFK Stadium, em Filadélfia, tocando em uma curta apresentação com os bateristas Tony Thompson e Phil Collins e o baixista Paul Martinez. Collins havia contribuído nos dois primeiros álbuns solo de Plant, enquanto Martinez era um membro do Band of Joy. O desempenho foi prejudicado pela falta de ensaio com os dois bateristas, lutas de Page com uma guitarra fora de sintonia, monitores de mal funcionamento, e pela voz rouca de Plant. Page descreveu a performance como "muito caótica", enquanto Plant a caracterizou como uma "atrocidade".
Os três membros reuniram-se em 14 de maio de 1988, para o concerto do 40º aniversário da Atlantic Records, com o filho de John Bonham, Jason Bonham, na bateria. O resultado foi mais um desempenho desarticulado, depois de Plant e Page argumentarem imediatamente antes da entrada em cena sobre a possibilidade de tocar "Stairway to Heaven", e com a perda completa dos teclados de Jones na alimentação de televisão ao vivo. Page descreveu a performance como "uma grande decepção", e Plant disse que "o show foi podre".

#### Década de 1990

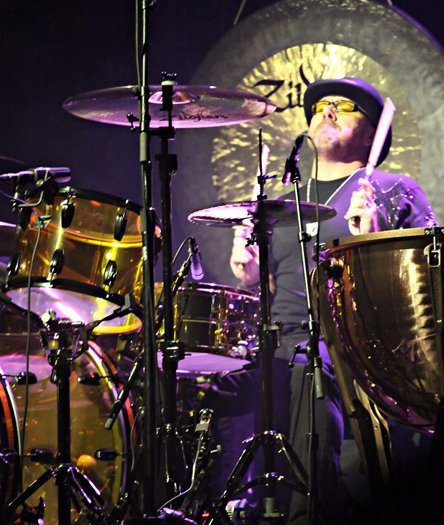
Jason Bonham, filho do baterista John Bonham. Em algumas ocasiões, ele substituiu seu pai nas reuniões do Led Zeppelin.

O primeiro conjunto de caixas do Led Zeppelin, com faixas remasterizadas sob supervisão de Page, foi lançada em 1990 e reforçou a reputação da banda, levando a discussões abortivas entre os membros sobre uma reunião. Este conjunto inclui quatro faixas inéditas, incluindo uma versão de "Travelling Riverside Blues", de Robert Johnson. A canção alcançou a sétima posição nos gráficos da Billboard Album Rock Tracks. Em 1992 foi lançado "Hey Hey What Can I Do", o lado B original de "Immigrant Song", como um CD single nos Estados Unidos. Led Zeppelin Boxed Set 2 foi lançado em 1993; os dois conjuntos de caixas juntos continham todas as gravações de estúdio conhecidas, assim como algumas faixas raras ao vivo.
Em 1994, Page e Plant se reuniram para o "UnLedded", um concerto de 90 minutos de duração organizado pela MTV. Mais tarde, eles lançaram um álbum chamado No Quarter: Jimmy Page and Robert Plant Unledded, que contou com algumas músicas retrabalhadas do Led Zeppelin, e embarcaram em uma turnê mundial no ano seguinte. Diz-se que este é o começo de um racha entre os membros da banda, já que Jones nem sequer foi informado da reunião.
Em 1995, os membros remanescentes da banda foram introduzidos no Rock and Roll Hall of Fame nos Estados Unidos por Steven Tyler e Joe Perry do Aerosmith. Jason e Zoë Bonham também participaram, representando seu falecido pai. Na cerimônia de posse, o racha interno da banda se tornou aparente quando Jones brincou ao aceitar seu prêmio, "Obrigado, meus amigos, por finalmente lembrarem o meu número de telefone", causando consternação e olhares estranhos de Page e Plant. Posteriormente, eles tocaram num breve conjunto com Tyler e Perry, com Jason Bonham na bateria, e, em seguida, uma segunda vez com Neil Young, desta vez com Michael Lee tocando bateria.
Em 1997, Atlantic lançou uma edição em single de "Whole Lotta Love" nos Estados Unidos e no Reino Unido, o único single da banda lançado em sua terra natal, onde alcançou a 21ª posição. Em novembro do mesmo ano viu-se o lançamento de Led Zeppelin BBC Sessions, um disco-duplo conjunto, em grande parte gravado entre 1969 e 1971. Page e Plant lançaram outro álbum chamado Walking into Clarksdale em 1998, com todo um material novo, mas depois das vendas decepcionantes a parceria foi dissolvida antes de uma turnê australiana que estava sendo planejada.

#### Anos 2000 e atualmente

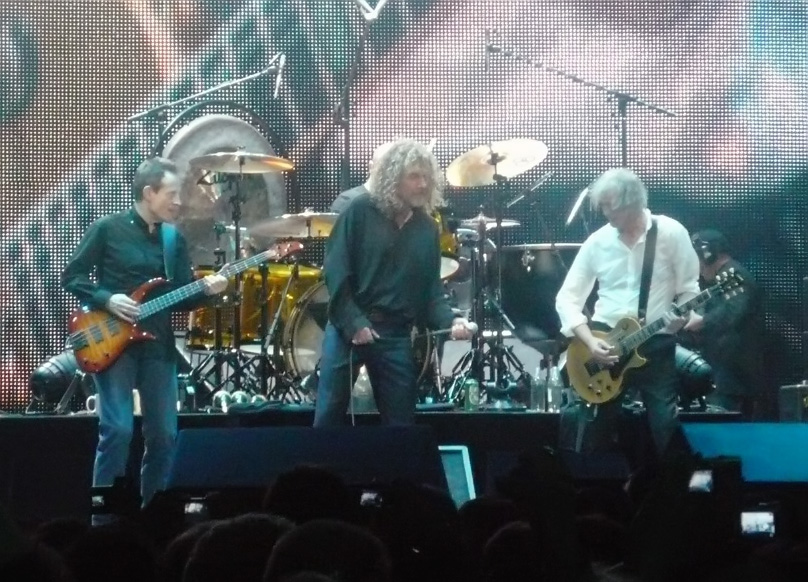
Led Zeppelin se apresentando no Ahmet Ertegun Tribute Concert em dezembro de 2007.

Em 2003, foi lançado o álbum triplo ao vivo How the West Was Won, que ficou em primeiro lugar nas paradas dos Estados Unidos, e Led Zeppelin DVD, um conjunto cronológico de seis horas de imagens ao vivo que se tornou o DVD de música mais vendido da história. Em julho de 2007, a Atlantic/Rhino e a Warner Home Video anunciaram três novos títulos do Led Zeppelin a serem lançados em novembro. Primeiro foi Mothership, uma coletânea de 24 faixas abrangendo a carreira da banda, seguido de uma reedição da trilha sonora The Song Remains the Same, que incluiu material inédito, e um novo DVD. O Led Zeppelin também montou seu catálogo legalmente disponível para download digital, tornando-se uma das últimas grandes bandas de rock a fazê-lo.
Em 10 de setembro de 2007, os membros remanescentes da banda reuniram-se para o Ahmet Ertegun Tribute Concert na O2 Arena, em Londres, com Jason Bonham novamente no lugar de seu falecido pai na bateria. De acordo com o Guinness World Records 2009, eles estabeleceram o recorde mundial de "Maior Procura de Ingressos para um Concerto de Música", como 20 milhões de pedidos para o show de reunião foram prestados online. Críticos musicais elogiaram a performance da banda e houve especulações sobre uma reunião completa. Page, Jones e Jason Bonham relataram sobre estarem dispostos a uma turnê, e estavam trabalhando em material para um novo projeto do Led Zeppelin. Plant continuou seus compromissos de turnê com Alison Krauss, afirmando em setembro de 2008 que ele não estaria gravando ou em turnê com a banda. Jones, Page e Bonham teriam procurado um substituto para Plant, considerando cantores incluindo Steven Tyler, e Myles Kennedy do Alter Bridge, mas em janeiro de 2009, foi confirmado que o projeto havia sido abandonado. Um filme do desempenho na O2 Arena, Celebration Day, estreou em 17 de outubro de 2012 e foi lançado em Home Video no dia 19 de novembro. O filme arrecadou dois milhões de dólares em uma noite, e o álbum ao vivo chegou na quarta e nona colocação no Reino Unido e Estados Unidos, respectivamente. Após a estreia do filme, Page remasterizou a discografia da banda com um conjunto de lançamentos dos três primeiros álbuns do grupo em 2 de junho de 2014, contendo faixas bônus como a instrumental "Lala". A remasterização da discografia da banda foi concluída em julho de 2015 com o relançamento dos três últimos álbuns de estúdio do quarteto, incluindo a canção inédita "Sugar Mama" de Coda, gravada no Olympic Studios em 1968.

## Estilo musical

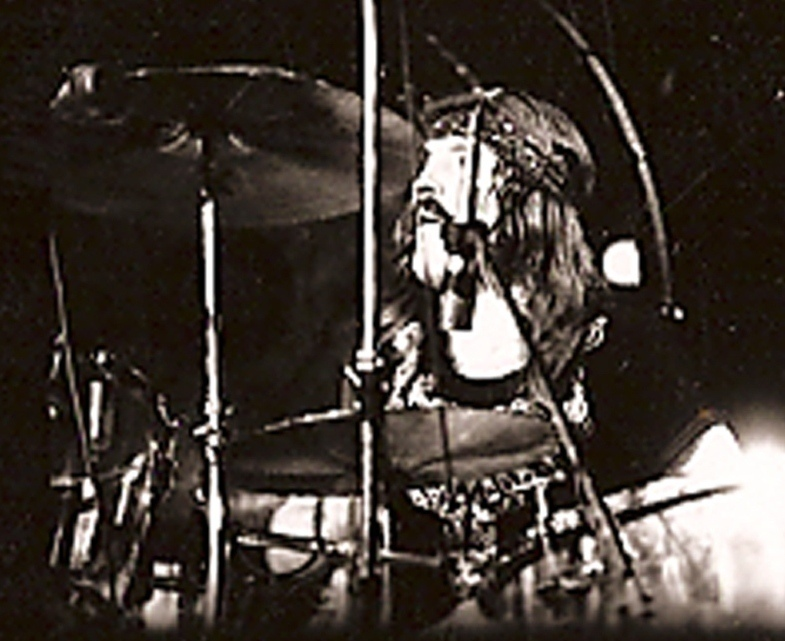
John Bonham, em concerto, nos EUA em 1973, cujo estilo agressivo de tocar bateria foi fundamental para o som hard rock associado com a banda.

As músicas do Led Zeppelin foram enraizadas no blues. A influência de artistas americanos do gênero, como Muddy Waters e Skip James, são particularmente evidentes em seus dois primeiros álbuns, como foi o distinto estilo country blues de Howlin' Wolf. Faixas foram estruturadas em torno do jazz blues (blues de doze compassos) em cada álbum de estúdio com exceção de um, e o blues, direta e indiretamente influenciaram outras músicas tanto musicalmente quanto liricamente. O grupo também foi fortemente influenciado pelas músicas british, celta e american folk revival. O guitarrista folk escocês Bert Jansch ajudou a inspirar Page e, com ele adaptou afinações abertas e cursos agressivos em seu toque. A banda também se baseou em uma ampla variedade de gêneros, incluindo música do mundo, e elementos iniciais de rock and roll, jazz, country, funk, soul e reggae, particularmente em Houses of the Holy e os álbuns que se seguiram.
O material dos dois primeiros álbuns foi em grande parte construído a partir de longas melodias improvisadas (jams), além do blues padrão e músicas de folk. Este método levou à mistura de elementos líricos e musicais de diferentes canções e versões, bem como passagens improvisadas, para criar um novo material, mas levariam a acusações posteriores de plágio e algumas disputas legais sobre direitos autorais. Normalmente, a música era inicialmente desenvolvida, às vezes com letras improvisadas que podiam então ser reescritas para a versão final da canção. A partir da visita a Bron-Yr-Aur, em 1970, a parceria musical entre Page e Plant tornou-se predominante, com o guitarrista fornecendo a música, em grande parte através de seu violão, e Plant emergindo como o principal letrista da banda. Jones e Bonham então eram adicionados ao material, no ensaio ou no estúdio, quando uma canção era desenvolvida. Nos estágios mais avançados da carreira da banda, o guitarrista ficou em segundo plano na composição e Jones tornou-se cada vez mais importante na produção de músicas, muitas vezes compostas no teclado. Plant, então, adicionava as letras antes de Page e Bonham desenvolverem suas partes.

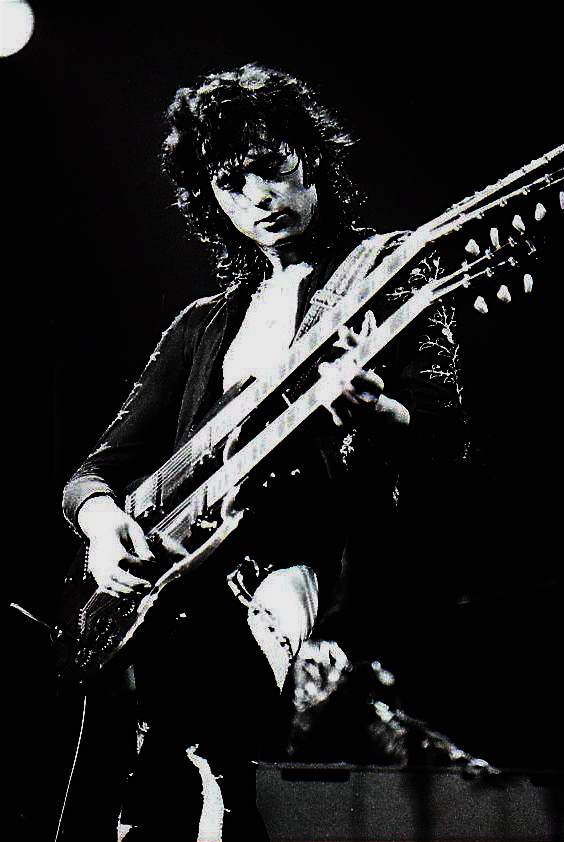
Page com a Gibson EDS-1275 double-neck usada para tocar "Stairway to Heaven" ao vivo.

As primeiras letras inspiravam-se no blues e na raiz folk, muitas vezes misturando fragmentos líricos de diferentes músicas. Ao analisar canções do primeiro álbum — como "Dazed and Confused" e "Babe I'm Gonna Leave You" — o autor Scott Calef observou que diversas "são meditações sobre o comportamento pouco confiável" e "desonesto das mulheres", retratadas como "objetos de desejo" sexual e de "afeto". Algumas de suas letras, especialmente aqueles derivadas do blues, também foram interpretadas como misóginas. Particularmente em Led Zeppelin III, eles incorporaram elementos da mitologia e misticismo em sua música, que em grande parte surgiu do interesse de Plant em lendas e histórias. Esses elementos foram muitas vezes levados a refletir o interesse de Page pelo ocultismo, o que resultou em acusações de que as gravações continham mensagens subliminares satânicas, algumas das quais se dizia estarem contidas em mensagens ao contrário (backmasking); estas alegações eram geralmente descartadas pela banda e críticos musicais. Page escreveu a maioria das letras dos primeiros álbuns, particularmente o de estréia. Por não receber créditos na composição do primeiro álbum, Plant não começou a contribuir como compositor até Led Zeppelin II. As letras do guitarrista no disco de estréia são mais diretas e simples, perfeitamente compatíveis com a música crua e pesada que domina grande parte de Led Zeppelin I. Susan Fast argumenta que, como Plant surgiu como letrista principal da banda, as músicas refletiam obviamente mais seu alinhamento com a contracultura nos Estados Unidos. Kevin Courtright escreveu que, com Plant, as letras do Led Zeppelin tornam-se "complexas e poéticas". Ele envolve tópicos diversos como o amor por sua esposa, questões políticas e espiritual, idealismo hippie, a busca por universalismo através de viagens globais, uma ode aos fãs da banda e a um filho de cinco anos recentemente falecido.
De acordo com o musicólogo Robert Walser, "o som do Led Zeppelin foi marcado pela velocidade e potência, padrões rítmicos inusitados, contrastando com dinâmica geminada, vocais de pranto do vocalista Robert Plant e contrações fortemente distorcidas do guitarrista Jimmy Page". Estes elementos fizeram com que fossem frequentemente citados como um dos progenitores do hard rock e heavy metal e têm sido descritos como a "banda definitiva do heavy metal", embora os membros da banda muitas vezes evitavam o rótulo. Parte dessa reputação depende do uso da banda de riffs de guitarra distorcidos em canções como "Whole Lotta Love" e "The Wanton Song". Muitas vezes, riffs não foram distorcidas exatamente por guitarra, baixo e bateria, mas em vez houve variações melódicas ou rítmicas; como em "Black Dog", onde são usados três assinaturas de tempos diferentes. O toque de guitarra de Page incorpora elementos de escala de blues com os da música oriental. O uso de gritos agudos de Plant tem sido comparados a técnica vocal de Janis Joplin. A bateria de Bonham foi notada por seu poder, seus deslizes e batidas rápidas num único bumbo. As linhas de baixo de Jones têm sido descritas como melódicas e seus toques de teclado acrescentaram um tom clássico ao som da banda.
Page afirmou que queria que o Led Zeppelin produzisse músicas que tinham "luz e sombra". Isso começou a ser percebido mais claramente começando a partir de Led Zeppelin III, que fez maior uso de instrumentos acústicos. Esta abordagem tem sido vista exemplificada no quarto álbum, especialmente em "Stairway to Heaven", que começa com violão e gravador e termina com tambores e sons elétricos pesados. No final de sua carreira e gravações, eles mudaram para um som mais suave e progressivo, dominado por temas de teclado de Jones. Eles também fizeram cada vez mais uso de várias técnicas de produção e camadas, incluindo multi-monitoramento e partes com múltiplas gravações seguidas (overdub) de guitarra. Sua ênfase no sentido de dinâmica e arranjo conjunto tem sido vistos como a produção de um estilo individualista que transcende qualquer gênero musical único. Ian Peddie afirma que eles eram "... altos, poderosos e muitas vezes pesados, mas sua música também foi bem-humorada, auto-reflexiva e extremamente sutil."

## Gravações não autorizadas
O Led Zeppelin foi frequentemente, ao longo da década de 1970, um dos artistas mais contrabandeados do mundo, e até hoje continua a ser um dos artistas mais pirateados da história do rock. Em agosto de 1999, a banda ficou no topo da lista dos músicos mais contrabandeados da Grã-Bretanha, com 384 títulos não autorizados, compilados pela Unidade AntiPirataria da Indústria Fonográfica Britânica. Peter Grant, por vezes, tomou medidas extraordinárias para combater a prática de gravações não autorizadas ao vivo — bootlegs — nos shows do grupo. Em um concerto em Vancouver, em 1971, ele viu o que pensava ser um aparelho de gravação no chão do local e, pessoalmente, garantiu que o equipamento fosse destruído, apenas para descobrir mais tarde que o equipamento era um aparelho que media poluição sonora que estava sendo operado por funcionários da cidade para testar o volume do concerto. Da mesma forma, no Festival de Bath, em 1970, ele, pessoalmente, jogou um balde de água sobre equipamentos de gravação não autorizados.

Experimentar as longas seções de improvisação nos shows do Led Zeppelin, ou agora através de gravações piratas desses shows, é como experimentar alguém em transição, é um estado liminar: o potencial de transformação vem através de momentos de improvisação. Por isso eles têm uma importância ritualística que não pode ser subestimada. Talvez seja por isso que tantos fãs do Led Zeppelin colecionam gravações piratas de apresentações ao vivo e por que muitos deles insistem que depois de digerir as gravações de estúdio, ouvir os bootlegs se torna uma experiência muito mais gratificante.

Susan Fast, escritora e professora da Universidade McMaster
A flexibilidade da improvisação do Led Zeppelin tem sido um pouco exagerada: ao ouvir gravações não autorizadas, pode-se escutar como certas improvisações cristalizavam a introdução de uma forma conjunta — o solo de arco em "Dazed and Confused", e a mixagem em "Whole Lotta Love" são alguns exemplos. Além disso, números como "Achilles Last Stand", "Stairway to Heaven" e "Kashmir" não mudavam muito em performances ao vivo, mas seguiam a versão de estúdio, incluindo os solos de guitarra. Uma quantidade de vendas de discos da banda também iriam deixar de fora assuntos ainda mais sombrios dos discos piratas, e alguns exemplos destes, tais como The Destroyer ou Listen To This Eddie, adquiriram quase tantos discos seguintes quanto os lançamentos de estúdio autorizado. Listen To This Eddie foi gravado através de um concerto do grupo em 21 de junho de 1977, no Los Angeles Forum, e The Destroyer no Richfield Coliseum, Cleveland, em 27 de abril do mesmo ano. Outras gravações não autorizadas incluem For Badgeholders Only, no show em que Keith Moon dividiu a bateria com Bonham, e Live on Blueberry Hill, um dos primeiros LPs pirateados do grupo, em 1970.
Em julho de 2007, Page apareceu em um tribunal em Glasgow para dar testemunho e observar evidências em nome do Led Zeppelin contra um suposto contrabandista, Robert Langley, que negou 12 acusações de produzir e vender produtos sem permissão de direitos autorais. Muitos dos materiais continham CDs e DVDs com a carreira solo do guitarrista nos Yardbirds e Led Zeppelin, que Langley estava, supostamente, vendendo na Escócia desde 2005. Muitos continham imagens e áudio da coleção pessoal de Page, roubado de sua casa, no início de 1980. Langley admitiu a culpa de três marcas comerciais e duas violações de direitos autorais. Foi condenado a 20 meses de prisão, que, na época, acreditava-se ser a maior sentença entregue a um contrabandista na Escócia.

## Legado

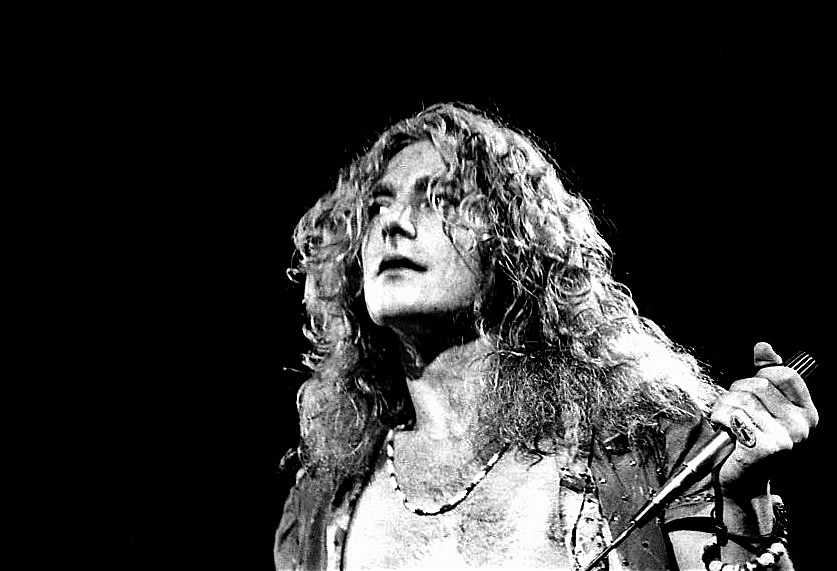
Robert Plant em um concerto do Led Zeppelin nos Estados Unidos em 1973.

O Led Zeppelin é amplamente considerado como uma das mais bem sucedidas, inovadoras e influentes bandas de rock na história da música. O crítico de rock Mikal Gilmore disse: "Led Zeppelin — talentoso, complexo, ávido, bonito e perigoso — fez um dos corpos mais duradouros da composição e interpretação na música do século XX, apesar de tudo o que tinham para dominar, incluindo a si mesmos".
Eles influenciaram bandas de hard rock e heavy metal, tais como o Deep Purple, Black Sabbath, Rush, Queen, e o Megadeth, bem como bandas de metal progressivo como o Tool e Dream Theater. Influenciaram algumas bandas iniciais de punk e pós-punk, entre eles os Ramones e o The Cult. Eles também foram uma influência importante no desenvolvimento do rock alternativo, visto que bandas adaptaram elementos do "som do Zeppelin" de meados da década de 70, incluindo os Smashing Pumpkins, o Nirvana, Pearl Jam e Soundgarden. Bandas e artistas de diversos gêneros reconheceram a influência do Led Zeppelin, como Madonna, Shakira, Lady Gaga, e Katie Melua. O guitarrista do Guns N' Roses, Slash, comentou que foi influenciado a tocar com a Gibson Les Paul por Jimmy Page e Joe Perry (Aerosmith), e descreveu "Black Dog" como "o maior, mais malvado e mais sexy riff." Kurt Cobain comentou: "Eu queria ser totalmente Led Zeppelin de uma maneira e então ser totalmente extremo punk rock e, em seguida, fazer canções realmente pop sem personalidade". Após trabalhar com John Paul Jones em duas músicas do álbum In Your Honor, do Foo Fighters, Dave Grohl descreveu a experiência como "a segunda melhor coisa que me aconteceu na vida".

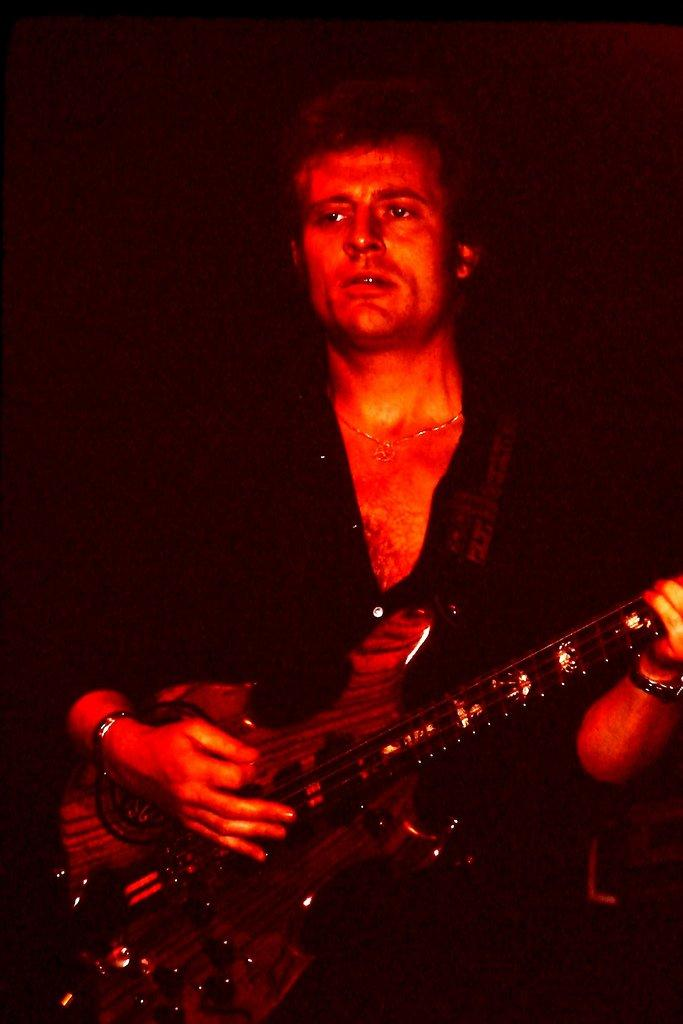
Jones tocando com a banda em Mannheim, na Alemanha, em 1980, em sua última turnê.

Foram creditados com um grande impacto sobre a natureza do negócio na música, particularmente no desenvolvimento do rock orientado a álbum (AOR) e rock de arena. Em 1988, John Kalodner, então artista e repertório executivo da Geffen Records, observou que "Na minha opinião, ao lado dos Beatles são a banda mais influente da história. Eles influenciam a forma como a música está nas gravações, rock orientado a álbum nas rádios, concertos. Estabelecem os padrões para o formato de AOR em rádios com "Stairway to Heaven", tendo êxito no formato sem necessariamente ter sido um hit Top 40. São os únicos que fizeram os primeiros grandes espetáculos de concerto em arena de verdade, que venderam de forma consistente e tocaram em estádios sem apoio. Pessoas podem fazer tão bem quanto eles, mas ninguém irá supera-los." Andrew Loog Oldham, o ex-produtor e gerente dos Rolling Stones, comentou sobre como Led Zeppelin teve uma grande influência sobre a indústria fonográfica, e a maneira como concertos de rock eram geridos e apresentados a grandes audiências.
De acordo com algumas fontes como o The Observer a banda já vendeu mais de 200 milhões de álbuns em todo o mundo, enquanto outras fontes como a CNN afirmam que eles já venderam mais de 300 milhões de discos, incluindo 111.5 milhões de unidades certificadas nos Estados Unidos. De acordo com a Associação da Indústria de Gravação da América, o Led Zeppelin é a segunda banda que mais vendeu discos, o quarto maior artista da música em vendas nos Estados Unidos, e um dos três únicos artistas a ganhar quatro ou mais discos de diamante. É o artista com mais gravações não autorizadas da história do rock.
O Led Zeppelin também teve um impacto cultural significativo. Jim Miller, editor de Rolling Stone Illustrated History of Rock & Roll, argumentou que "em certo nível, o Led Zeppelin representa o florescimento ético-psicodélico final dos anos sessenta, que molda o rock como envolvimento sensorial passivo". A banda também foi descrita como os "fornecedores por excelência" do masculino e agressivo "cock rock", embora essa afirmação seja contestada. O senso de moda da banda foi seminal; Simeon Lipman, chefe de cultura popular da casa de leilões Christie's, comentou que o "Led Zeppelin teve uma grande influência na moda, porque toda a aura em torno deles é tão legal, e as pessoas querem um pedaço disso". O grupo lançou as bases para o cabelo grande das bandas de glam metal da década de 1980 como Mötley Crüe e Skid Row. Outros músicos também se adaptaram a elementos de sua postura com roupas, jóias e cabelo, tais como as chamas das modernas e apertadas camisas de banda do Kings of Leon, o cabelo bluesman e desgrenhado e as camisetas pegajosas de Jack White, do White Stripes, e lenços de seda do guitarrista Sergio Pizzorno do Kasabian, além de trilbies e jeans apertado atado a lado.

## Prêmios e distinções

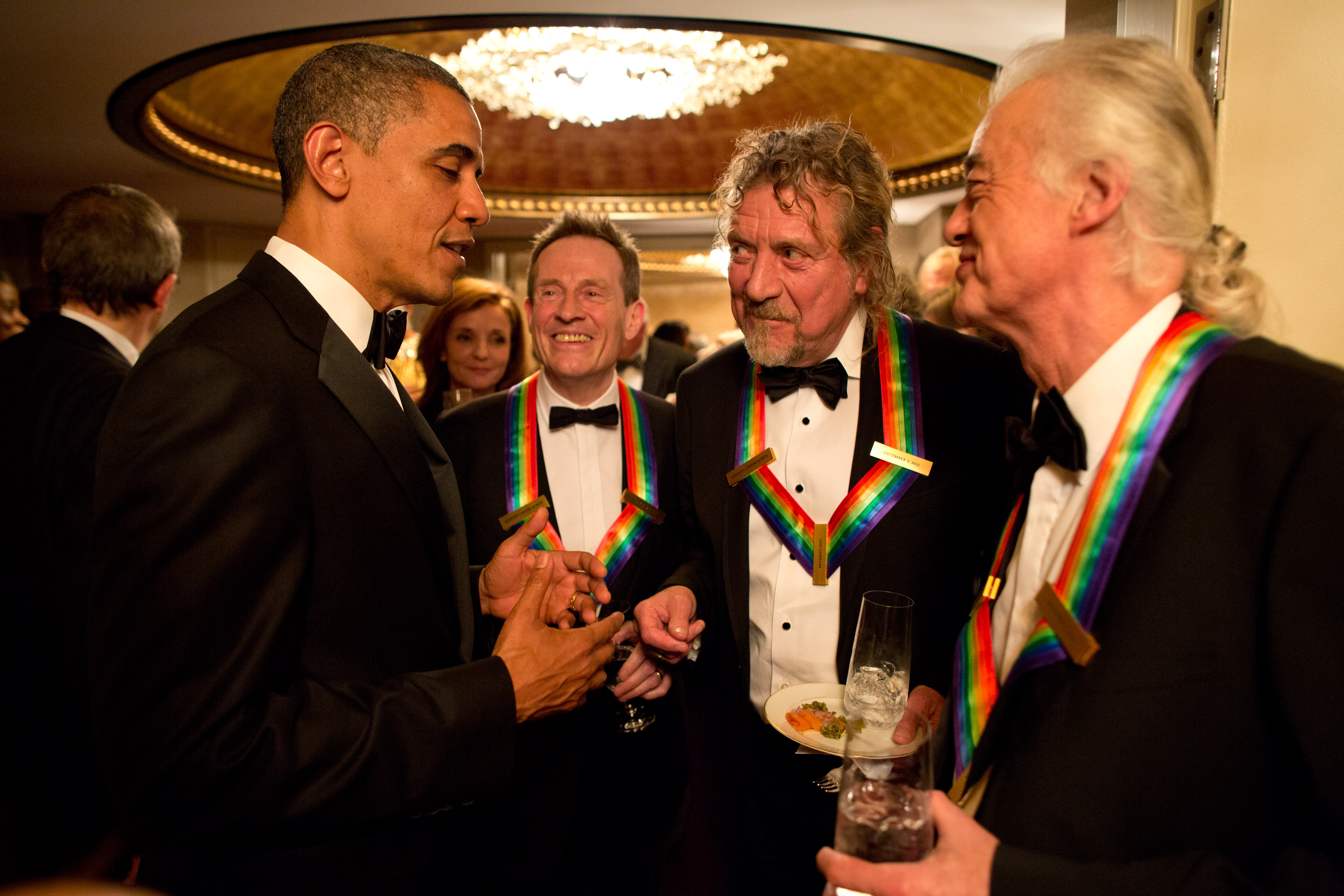
Led Zeppelin foram homenageados pelo presidente dos Estados Unidos, Barack Obama no Kennedy Center Honors de 2012.

Ao longo da sua carreira, o Led Zeppelin tem recebido muitas honras e prêmios. Foram introduzido no Rock and Roll Hall of Fame em 1995, e no UK Music Hall of Fame em 2006. Entre os prêmios do grupo estão um American Music Awards em 2005, e o Prêmio Polar de Música de 2006. A banda foi o destinatário de um Grammy Lifetime Achievement Award, em 2005, e quatro de suas gravações foram introduzidas no Grammy Hall of Fame. Eles foram premiados com cinco álbuns de Diamante, bem como quatorze discos Multi-Platina, quatro álbuns de Platina e um de Ouro nos Estados Unidos, enquanto no Reino Unido têm cinco álbuns Multi-Platina, seis Platinas, um Ouro e quatro discos de Prata. Além de listar cinco de seus álbuns entre os "500 Maiores Álbuns de Todos os Tempos", a revista Rolling Stone nomeou a banda o 14º maior artista de todos os tempos em 2004, em uma matéria com Dave Grohl os descrevendo como "a maior banda de rock and roll de todos os tempos" e "a maior banda dos anos 70".
Page foi nomeado Oficial da Ordem do Império Britânico em reconhecimento ao seu trabalho de caridade em 2005, e Plant foi honrado como Comandante da Ordem do Império Britânico por seus serviços prestados a música popular em 2009. A banda foi classificada na primeira posição na lista dos 100 Maiores Artistas de Hard Rock da VH1 e as "50 melhores atuações ao vivo de todos os tempos" da revista Classic Rock. Foram premiados com um Ivor Novello Awards por "Notável Contribuição à Música Britânica" em 1977, bem como um "Lifetime Achievement Award" na 42ª cerimônia de premiação anual do prêmio Ivor Novello em 1997. A banda foi homenageada no 2008 Mojo Awards com o prêmio de "Melhor Ato Ao Vivo" por sua reunião única, e foram descritos como o "maior banda de rock and roll de todos os tempos". Os três membros sobreviventes (Page, Plant, e Jones) foram nomeados como destinatários do Kennedy Center Honors de 2012.

## Membros
A banda consistia nesta formação:
- Jimmy Page - guitarra, produção (1968-1980)
- John Bonham - bateria, percussão (1968-1980)
- John Paul Jones - baixo, bandolim, teclados (1968-1980)
- Robert Plant - vocais, gaita (1968-1980)

Convidados em apresentações ao vivo
- Tony Thompson - bateria (1985)
- Phil Collins - bateria (1985)
- Paul Martinez - baixo (1985)
- Jason Bonham - bateria, percussão e vocais de apoio (1988, 1995, 2007)
- Michael Lee - baixo (1995)

## Discografia
- Led Zeppelin (1969)
- Led Zeppelin II (1969)
- Led Zeppelin III (1970)
- Led Zeppelin IV (1971)
- Houses of the Holy (1973)
- Physical Graffiti (1975)
- Presence (1976)
- In Through the Out Door (1979)
- Coda (1982)

### Livros
- Azerrad, Michael (1994). Come as You Are: The Story of Nirvana (em inglês). Nova Iorque: Doubleday. ISBN 0-385-47199-8

- Batchelor, Bob; Stoddart, Scott (2007). American Popular Culture Through History: the 1980s. Westport, CT: Greenwood. ISBN 0-313-33000-X

- Buckley, Peter (2003). The Rough Guide to Rock (em inglês). Londres: Penguin Books. ISBN 1-85828-457-0

- Budofsky, Adam (2006). The Drummer: 100 Years of Rhythmic Power and Invention (em inglês). Milwaukee, MI: Hal Leonard. ISBN 978-1-4234-0567-2

- Bukszpan, Daniel (2003). The Encyclopedia of Heavy Metal (em inglês). Nova Iorque: Barnes & Noble. ISBN 0-7607-4218-9

- Brackett, John (2008). «Examining rhythmic and metric practices in Led Zeppelin's musical style». Popular Music (em inglês). 27 (1): 53–76. ISSN 0261-1430. doi:10.1017/s0261143008001487

- Bream, Jon (2010). Whole Lotta Led Zeppelin (em inglês). Minneapolis, MN: Voyageur Press. ISBN 978-0-7603-3955-8

- Brown, Pat (2001). The Guide to United States Popular Culture (em inglês). Minneapolis, MN: Popular Press. ISBN 0-87972-821-3

- Calef, Scott (2011). Led Zeppelin and Philosophy: All Will Be Revealed (em inglês). [S.l.]: Open Court. 288 páginas. ISBN 9780812697766

- Calef, Scott (2013). Led Zeppelin and Philosophy: All Will Be Revealed (em inglês). Chicago: Open Court. ISBN 0812697766

- Carruthers, Bob (2011). Led Zeppelin - Uncensored On the Record (em inglês). Henley-in-Arden: Coda Books Ltd. ISBN 1908538465

- Case, George (2009). Jimmy Page: Magus, Musician, Man (em inglês). [S.l.]: Backbeat Books. ISBN 978-1-42340407-1

- «50 Best Live Acts of All Time». Classic Rock (em inglês) (118). Maio de 2008

- Clinton, Heylin (2004). Bootleg! The Rise & Fall of the Secret Recording Industry. Londres: Omnibus Press. ISBN 1-84449-151-X

- Cole, George (1992). Stairway to Heaven: Led Zeppelin Uncensored (em inglês). Nova Iorque: HarperCollins. 384 páginas. ISBN 0-06-018323-3

- Courtright, Kevin (1985). Back to Schoolin' (em inglês). Nova Iorque: Xulon Press. ISBN 1-61579-045-4

- Davis, Erik (2005). Led Zeppelin IV (em inglês). Nova Iorque: Continuum. ISBN 0-8264-1658-6

- Davis, Stephen (2008). Hammer of the Gods: The Led Zeppelin Saga (em inglês) reimpressão ed. [S.l.]: HarperCollins. ISBN 0061473081

- Fast, Susan (2001). In the Houses of the Holy: Led Zeppelin and the Power of Rock Music (em inglês). Nova Iorque: Oxford University Press. ISBN 0-19-514723-5

- Fortnam, Ian (2008). Dazed and Confused: Classic Rock Presents Led Zeppelin (em inglês). [S.l.]: Classic Rock Magazine

- Fyfe, Andy (2003). When the Levee Breaks: The Making of Led Zeppelin IV (em inglês). Chicago: Chicago Review Press. ISBN 1-55652-508-7

- Gaar, Gillian G. (2009). The Rough Guide to Nirvana (em inglês). Londres: Dorling Kindersley. ISBN 1-85828-945-9

- Gilmore, Mikal (28 de julho de 2006). «The long shadow of Led Zeppelin». Rolling Stone (2006). Cópia arquivada em 12 de dezembro de 2007

- Grossman, Perry (2002). «Alternative rock». St. James Encyclopedia of Pop Culture 2002. Gale Group. ISBN 1-55862-400-7. Cópia arquivada em 13 de outubro de 2010

- Gulla, Bob (2001). Guitar Gods: The 25 Players Who Made Rock History (em inglês). Santa Bárbara, CA: ABC-CLIO. ISBN 0-313-35806-0

- Haskins, Django (1995). Stand Alone Tracks '90s Rock: Handy Guide, Book & CD (em inglês). Los Angeles, CA: Alfred Music. ISBN 0-88284-658-2

- Hoskyns, Barney (2012). Led Zeppelin: The Oral History of the World's Greatest Rock Band (em inglês). [S.l.]: John Wiley & Sons. ISBN 1118221117

- Hoskyns, Barney (2006). Led Zeppelin IV (em inglês). Nova Iorque: Rodale. ISBN 978-1-59486-370-7

- Hulett, Ralph; Prochnicky, Jerry (2011). Whole Lotta Led: Our Flight With Led Zeppelin (em inglês). [S.l.]: Kensington Publishing Corp. ISBN 0806535555

- Kallen, Stuart A. (2012). The History of Rock and Roll (em inglês). [S.l.]: Lucent Books. 128 páginas. ISBN 9781590181263

- Lewis, Dave (1994). The Complete Guide to the Music of Led Zeppelin (em inglês). Londres: Omnibus Press

- Lewis, Dave (2003). Led Zeppelin: Celebration II: The 'Tight But Loose' Files (em inglês). Londres: Omnibus Press. ISBN 1-84449-056-4

- Lewis, Dave (2012). From A Whisper to A Scream: The Complete Guide to the Music of Led Zeppelin (em inglês). [S.l.]: Music Sales Group. ISBN 978-0-85712-788-4

- Lewis, Dave; Pallett, Simon (1997). Led Zeppelin: The Concert File (em inglês). Londres: Omnibus Press. ISBN 0-7119-5307-4

- Pond, Steven (24 de março de 1988). «Led Zeppelin: The Song Remains the Same». Rolling Stone (522)

- Prown, Pete; Newquist, H. P.; Eiche, Jon F. (1997). Legends of Rock Guitar: The Essential Reference of Rock's Greatest Guitarists (em inglês). Milwaukee, WI: H.Leonard. ISBN 0-7935-4042-9

- Rey, Luis (1997). Led Zeppelin Live: An Illustrated Exploration of Underground Tapes (em inglês). Ontário: Hot Wacks Press. ISBN 0969808070

- Rosen, Craig (1996). The Billboard Book of Number One Albums: The Inside Story Behind Pop Music's Blockbuster Records (em inglês) 1 ed. Nova Iorque: Billboard Books. 118 páginas. ISBN 0-8230-7586-9

- Schinder, Scott; Schwartz, Andy (2008). Icons of Rock (em inglês). Westport, CT: Greenwood. ISBN 0-313-33846-9

- Shadwick, Keith (2005). Led Zeppelin: The Story of a Band and Their Music 1968–1980 (em inglês). São Francisco: Backbeat Books. ISBN 0-87930-871-0

- Stenning, Paul; Daniels, Neil (2008). Robert Plant, Led Zeppelin, Jimmy Page & the solo years (em inglês). [S.l.]: Independent Music Press. ISBN 0955282276

- Straw, Will (1990). «Characterizing rock music culture: the case of heavy metal». In:  Simon Frith e Andrew Goodwin. On Record: Rock, Pop and the Written Word (em inglês). Londres: Routledge. ISBN 0-415-05306-4

- Thompson, Dave (2004). Smoke on the Water: The Deep Purple Story (em inglês). Toronto, Ontário: ECW Press. ISBN 1-55022-618-5

- Yorke, Ritchie (1993). Led Zeppelin: The Definitive Biography (em inglês). Novato, CA: Underwood–Miller. ISBN 0-88733-177-7

- Waksman, Steve (2001). Instruments of Desire: the Electric Guitar and the Shaping of Musical Experience (em inglês). Cambridge, MA: Harvard University Press. ISBN 0-674-00547-3

- Waksman, Steve (2009). This Ain't the Summer of Love: Conflict and Crossover in Heavy Metal and Punk (em inglês). Berkeley, CA: University of California Press. ISBN 978-0-520-25310-0

- Walker, Michael (2013). What You Want Is in the Limo (em inglês). [S.l.]: Random House LLC. ISBN 0679644156

- Wall, Mick (2010). When Giants Walked the Earth: A Biography of Led Zeppelin (em inglês). Londres: Orion. ISBN 978-1-4091-0319-6

- Walser, Robert (1993). Running with the Devil: Power, Gender, and Madness in Heavy Metal Music (em inglês). Nova Iorque: Wesleyan University Press. ISBN 0-8195-6260-2

- Welch, Chris (1994). Led Zeppelin (em inglês). Londres: Orion. ISBN 1-85797-930-3

- Welch, Chris; Nicholls, Geoff (2001). John Bonham: A Thunder of Drums (em inglês). São Francisco, CA: Backbeat. ISBN 978-0-87930-658-8

- Williamson, Nigel (2005). Forget the myths (em inglês). [S.l.]: Uncut. ISBN 978-1-60453-692-8

- Williamson, Nigel (2007). The Rough Guide to Led Zeppelin (em inglês). Londres: Dorling Kindersley. ISBN 1-84353-841-5

- Witmer, Scott (2010). History of Rock Bands. Edina, MN: ABDO. ISBN 978-1-60453-692-8